# Pideli köfte

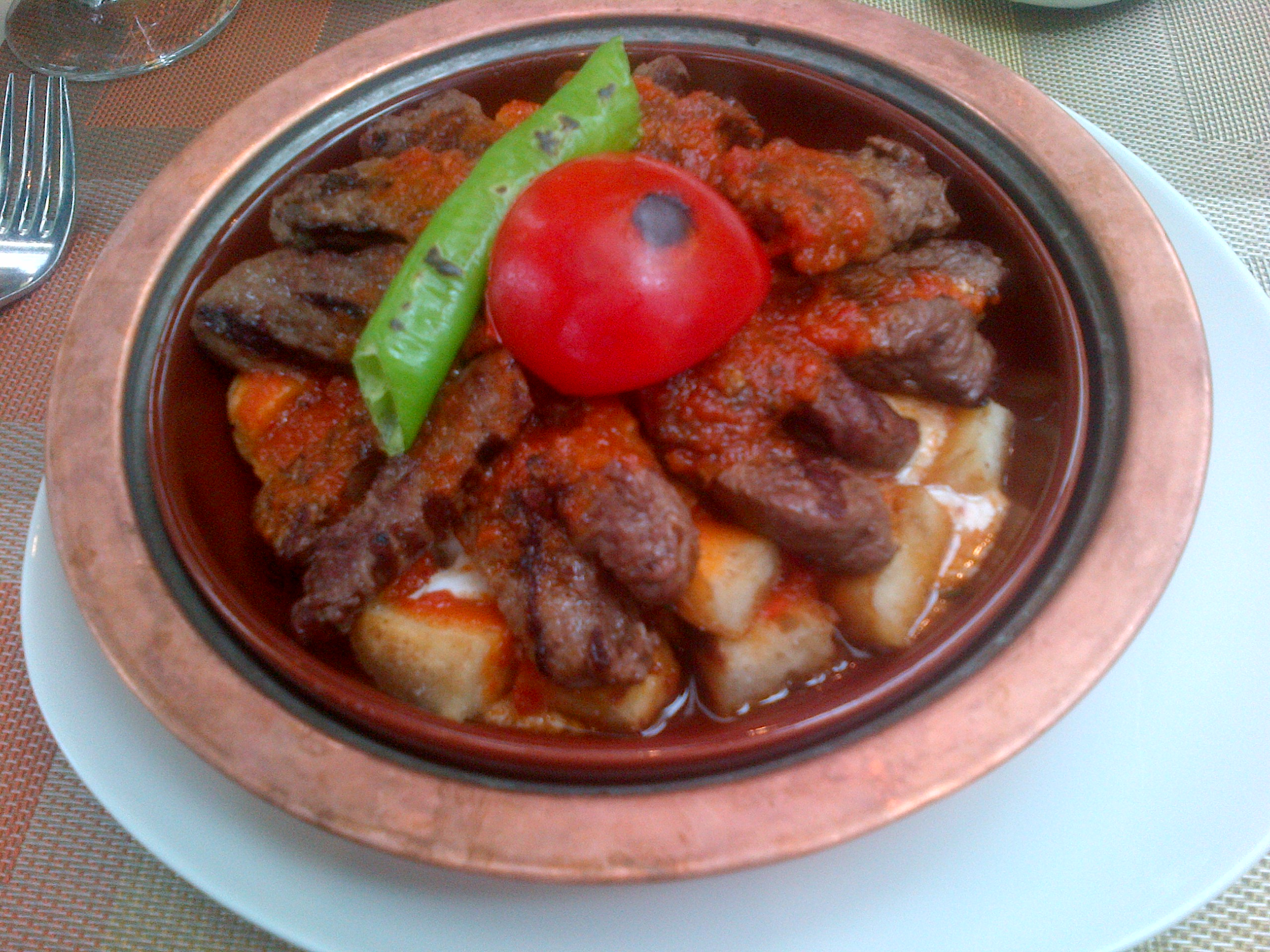
Pideli köfte (iogurt a la part inferior) en un restaurant turc a Istanbul.

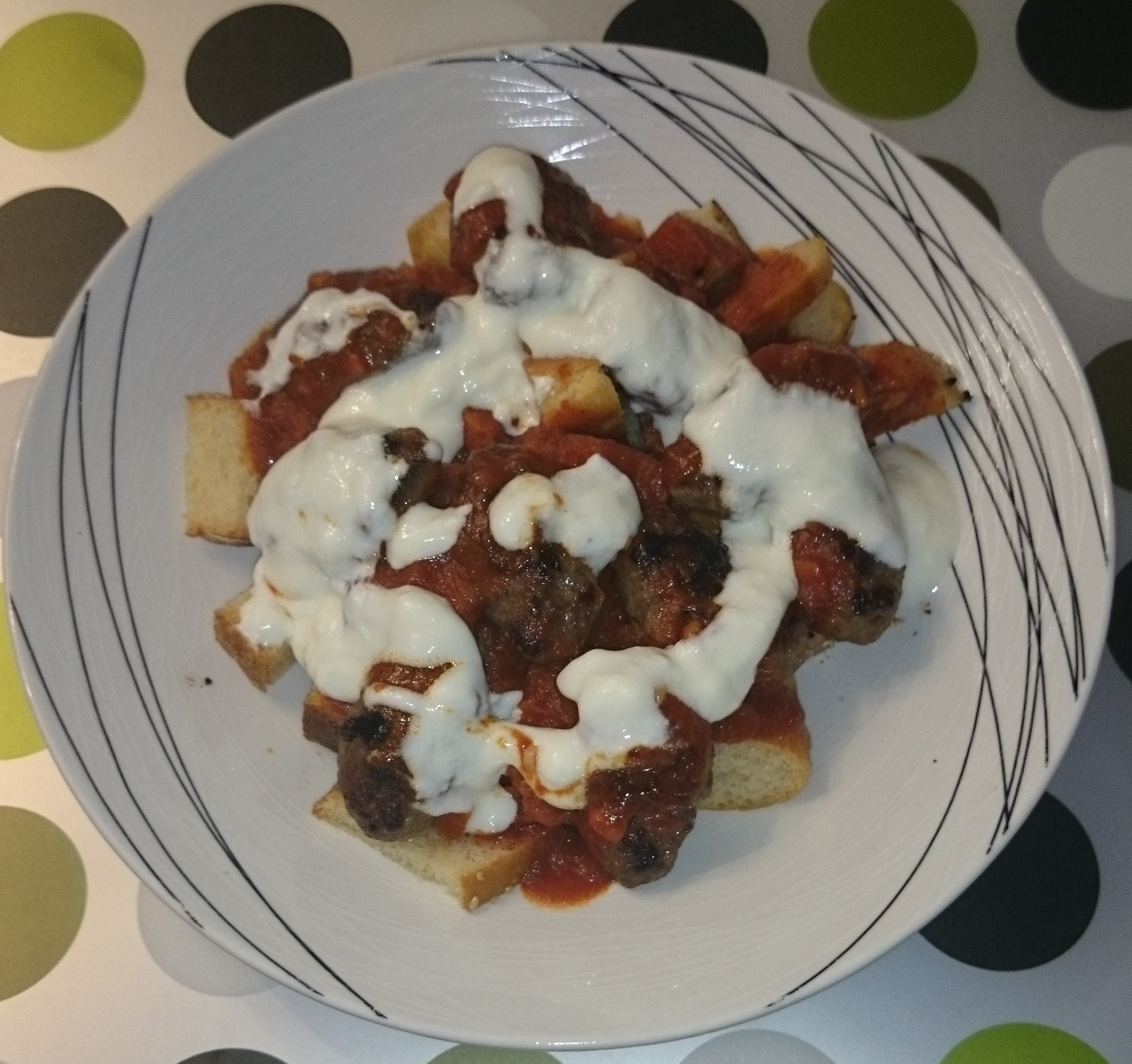
Pideli köfte cassola (Ull que en aquest plat fet servir pa normal en comptes de pa pla turc).

Pideli köfte és un plat fet amb carn picada, una varietat dels köfte, (o kofta) a la cuina turca.
Pideli köfte es fa amb carn vermella. Els köftes es posen a sobre d'un llit de pide, pa pla tradicional, tallat en petits trossos. A sobre de tots s'hi posa salsa de tomàquet i mantega fosa. Se serveix amb iogurt en el mateix plat. Pideli köfte és un plat registrat de Bursa i es considera una alternativa més barata del Bursa kebabı ("İskender") i de vegades s'anomena "İskender dels pobres".